# Radar-Gerätestellung Marienbaum

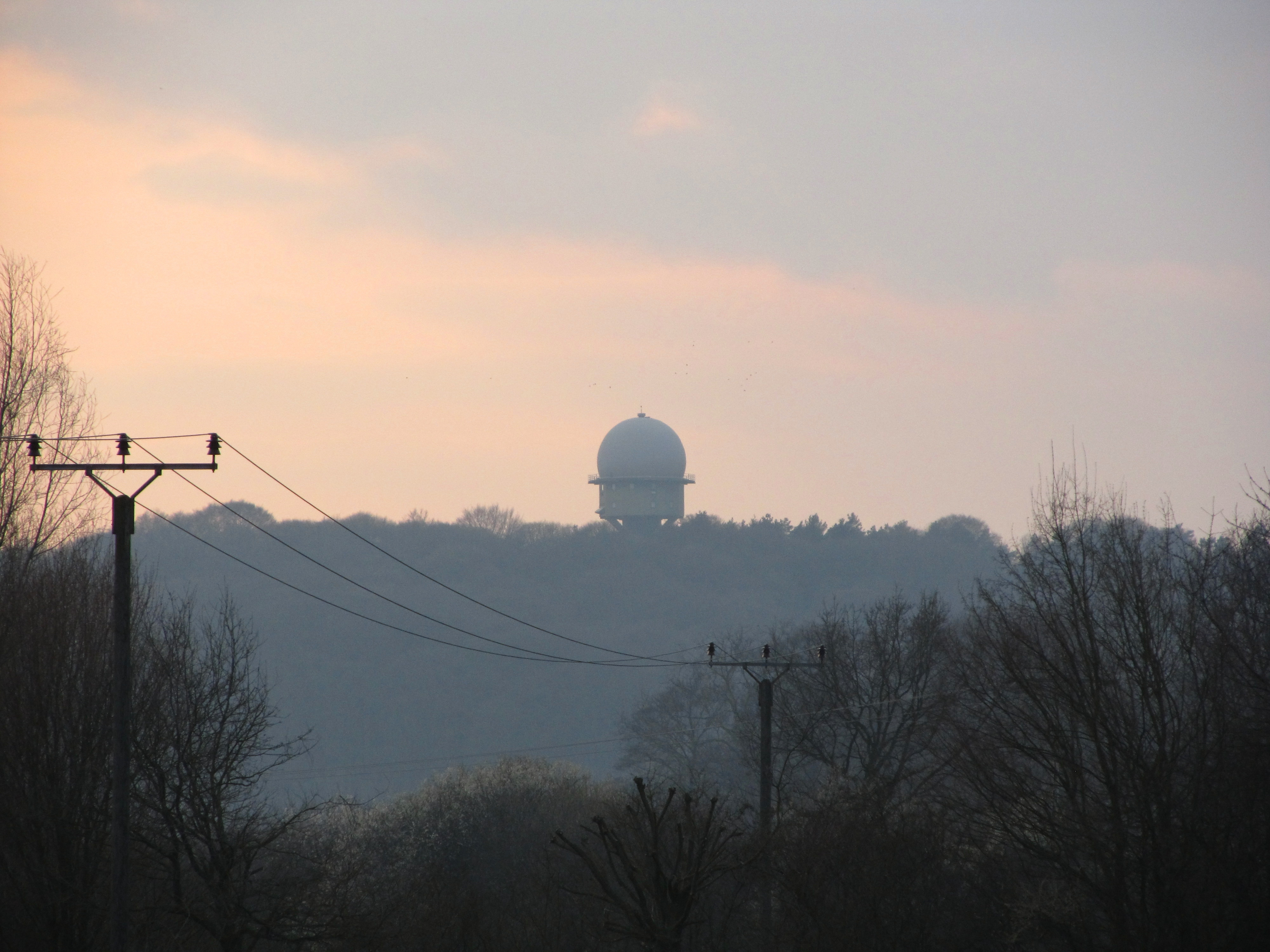
HADR Marienbaum

Das Radar-Gerätestellung Marienbaum ist eine Anlage für die Luftraumüberwachung und -verteidigung im Uedemer Hochwald südlich von Marienbaum, Xanten. Es liegt 4,5 km östlich der Luftverteidigungs-Anlage Uedem ebenfalls im Gemeindegebiet von Uedem. Sie wird vom Abgesetzten Technischen Zug 241 Marienbaum betrieben. Das Radom ist als Landmarke weithin sichtbar. 
Anfangs wurden ein britisches T 80 (Rundsuchradar) und T 13 (Höhenmeßradar), ab 1969 ein General Electric AN/FPS-7 Radar eingesetzt. Seit 1985 wird das in der NATO eingesetzte Radargerät HR-3000 der Firma Hughes, das auch als Hughes Air Defense Radar (HADR) bezeichnet wird, verwendet. Die Reichweite beträgt 450 km. Die Stellung ist einer von vier Standorten mit einem Gerät dieses Typs in Deutschland, die den Luftraum zwischen Alpen und Nordsee überwachen.